# Don't Bring Me Down (The Pretty Things)
Don't Bring Me Down is een single van The Pretty Things uit 1964 en verscheen op hun debuutalbum The Pretty Things. Het nummer is geschreven door Johnnie Dee, manager van de band The Fairies. Het nummer bereikte de tiende plaats in het Verenigd Koninkrijk en de 34e plaats in Canada.
David Bowie coverde het nummer in 1973 voor zijn coveralbum Pin Ups.

## Bezetting
- Phil May: zang, mondharmonica
- Dick Taylor: leadgitaar
- Brian Penndelton: gitaar
- John Stax: basgitaar
- Viv Prince: drums

## NPO Radio 2 Top 2000
Don't Bring Me Down stond alleen in 2000 in de NPO Radio 2 Top 2000, op plek 1595.